# Tituly a vyznamenání Dmitrije Fjodoroviče Ustinova

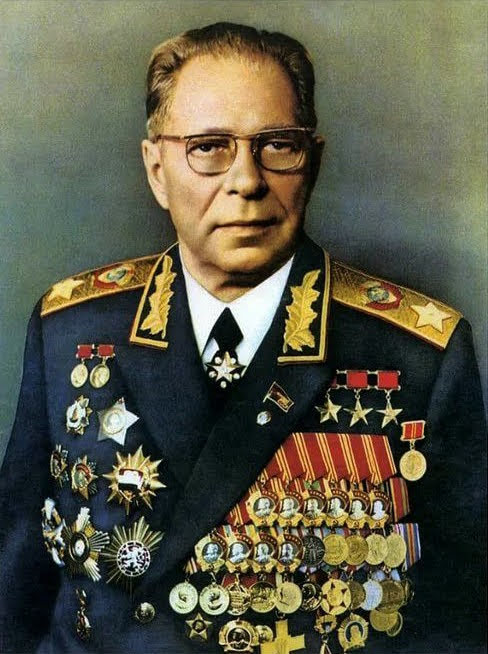
D. F. Ustinov v uniformě zdobené řády a medailemi včetně zlatých hvězd Hrdiny Sovětského svazu

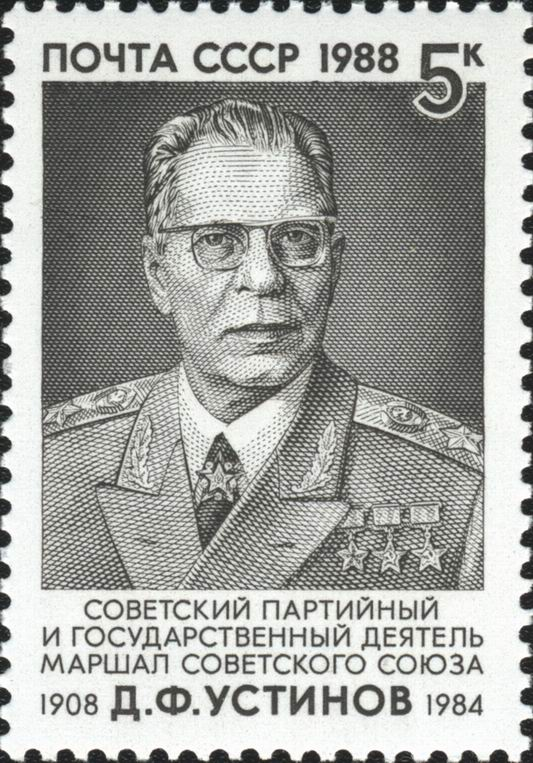
Sovětská poštovní známka z roku 1988 s portrétem D. F. Ustinova

Dmitrij Fjodorovič Ustinov, maršál Sovětského svazu, politik a ministr obrany SSSR, obdržel během svého života řadu sovětských i zahraničních řádů a medailí.

## Vojenské hodnosti
- generálporučík ženijních a dělostřeleckých jednotek – 24. ledna 1944
- generálplukovník ženijních a dělostřeleckých jednotek – 18. listopadu 1944
- armádní generál – 29. dubna 1976
- maršál Sovětského svazu – 30. července 1976

## Vyznamenání

### Sovětská vyznamenání

#### Čestné tituly
- Hrdina Sovětského svazu – 27. října 1978
- Hrdina socialistické práce – 3. června 1942 a 17. června 1961

#### Řády
- Leninův řád, udělen jedenáctkrát – 8. února 1939, 3. června 1942, 5. srpna 1944, 8. prosince 1951, 20. dubna 1956, 21. prosince 1957, 29. října 1958, 29. října 1968, 2. prosince 1971, 27. října 1978 a 28. října 1983
- Řád Suvorova I. třídy – 16. září 1945
- Řád Kutuzova I. třídy – 18. listopadu 1944

#### Medaile
- Medaile Za zásluhy při obraně státní hranice SSSR
- Medaile 100. výročí narození Vladimira Iljiče Lenina
- Medaile Za obranu Moskvy
- Medaile za vítězství nad Německem ve Velké vlastenecké válce 1941–1945
- Jubilejní medaile 20. výročí vítězství ve Velké vlastenecké válce 1941–1945
- Jubilejní medaile 30. výročí vítězství ve Velké vlastenecké válce 1941–1945
- Medaile Za vítězství nad Japonskem
- Medaile Za udatnou práci za velké vlastenecké války 1941–1945
- Medaile Za upevňování bojového přátelství
- Medaile Za rozvoj celiny
- Medaile 20. výročí dělnicko-rolnické rudé armády
- Medaile 30. výročí sovětské armády a námořnictva
- Medaile 40. výročí Ozbrojených sil SSSR
- Medaile 50. výročí Ozbrojených sil SSSR
- Medaile 60. výročí Ozbrojených sil SSSR
- Medaile 50. výročí sovětských milicí
- Pamětní medaile 800. výročí Moskvy
- Pamětní medaile 250. výročí Leningradu

#### Ostatní
- Leninova cena – 20. dubna 1982
- Stalinova cena I. třídy – 16. prosince 1953
- Státní cena Sovětského svazu – 5. února 1983

### Zahraniční vyznamenání
- Afghánistán
  -  Řád slunce svobody – 1982
- Bulharsko
  -  Řád Georgiho Dimitrova – 1976 a 1983
  - a sedm dalších medailí
- Československo
  -  Hrdina Československé socialistické republiky – 30. září 1982[2]
  -  Řád Klementa Gottwalda – 5. září 1978 a 27. října 1983[3]
  -  Řád Bílého lva I. třídy – 13. dubna 1977[4]
  - a dvě další medaile
- Finsko
  -  velkokříž Řádu bílé růže – 1978
- Kuba
  -  Řád Playa Girón – 1983[5]
  - a další dvě medaile
- Maďarsko
  -  Řád praporu Maďarské lidové republiky s rubíny – 1978 a 1983
- Mongolsko
  -  Hrdina Mongolské lidové republiky – 6. srpna 1981
  -  Süchbátarův řád – 1975, 1978 a 1981
  -  Řád rudého praporu – 1983
  - a šest dalších medailí
- Peru
  - Řád za letecké zásluhy
- Polsko
  -  Řád grunwaldského kříže I. třídy – 1976
- Vietnam
  -  Řád Ho Či Mina – 1983
- Východní Německo
  -  Řád Karla Marxe – 1978 a 1983
  -  Scharnhorstův řád – 1977